# ジェシー・ニール
ジェシー・ニール（Jesse Neal、1980年4月10日 - ）は、アメリカ合衆国のプロレスラー。フロリダ州オーランド出身。

## 来歴
1998年から2002年に海軍に所属していた期間を経て、2007年にチーム3Dアカデミーにてトレーニングを開始し、同時にトライブル（Tribal）のリングネームでインディー団体に参戦した。

### TNA（2009-2011）

#### ライノとの師弟関係、抗争（2009）
デビューから2年後の2009年にTNAと契約。3月のPPVであるDestination Xに海軍の制服で登場、4月にはバックステージにも登場している。6月にマット・モーガンを相手にテレビデビューする。その後はライノとの師弟タッグ（アングル上でもあり、実際にニールを鍛えるためでもあった）を組むが、ライノのミスが重なりライノに見切られ、試合後にゴアを決められ同時にヒールターンされてしまう。師弟タッグ解消（アングル上では敵対していたが、トレーニングは受け続けていた）後にもう1度試合を行うが敗北してしまい、再びゴアを決められてしまうがブラザー・ディーボンが救出に駆けつけ、チーム3Dと共闘するようになる。

#### チーム3Dとの共闘（2009-2010）
チーム3Dと共闘後は一時的にテレビに出なくなり、チーム3Dとライノのトレーニングを受けていた。11月のImpact!で復帰と同時にヒール・ターン、風貌もスパイクモヒカンに舌や唇にピアスをつけるギャング風に変えている。12月にイライジャ・バークを相手に復帰試合をするものの敗北も、翌週にチーム3Dとライノと組んでマット・モーガン、ヘルナンデス、スーサイドのハンディキャップ・マッチで初勝利を納めている。しかし、Final Resolutionで再びチーム3Dとライノと組み、モーガン、ヘルナンデス、スーサイド、ディネロの8人タッグに参加している。しかし翌2010年になるとハルク・ホーガンとエリック・ビショフの方針により、チーム3Dはナスティ・ボーイズと抗争するために共闘体制から離脱、ニールとライノはテレビ出演がなくなる。ニールは2月に復帰し、サモア・ジョーと対戦している。2月下旬になるとフェイス・ターンしてナスティ・ボーイズとチーム3Dの試合に介入、チーム3Dを援護している。

#### インク・インクの結成、離脱（2010-2011）
4月下旬にマット・モーガンとタッグを組み、チーム3Dの持つTNA世界タッグチーム王座に挑戦している。試合後にザ・バンド（ケビン・ナッシュとスコット・ホール）が介入してチーム3Dへ攻撃、ニールもモーガンに攻撃されてしまう。ニールはモーガンとの乱闘後にシャノン・ムーアを呼び込んだ。このことがきっかけでインク・インク（Ink Inc）を結成、5月にはダグラス・ウィリアムズとブライアン・ケンドリックを相手にタッグとして初試合をしている。5月のPPVであるSacrificeではザ・バンドの持つTNAタッグ王座に挑戦するも敗北、試合後にブラザー・レイに襲撃されてしまう。6月のPPVであるSlammiversaryでは襲撃してきたブラザー・レイと対戦し、勝利を収めている。7月のVictory Roadではチーム3Dの2人と対戦するもレイからピンフォールを奪われ負けている。10月のBound for Gloryではオーランド・ジョーダン、エリック・ヤングと対戦して勝っている。
12月のFinal Resolutionではビア・マネーインクと対戦するも敗北、その後延長契約をして3月にタッグ王座への挑戦を表明、PPVのVictory Roadでタッグ王座保持者のビア・マネーと対戦するも敗北、試合後にヒールターンをする。その後4月のLockdownや5月のSacrificeに出場、Sacrificeでは試合後に首を負傷してしまい一時的にストーリーラインからはずれてしまう。9月に復帰し、メキシカン・アメリカを攻撃してメキシカン・アメリカの持つTNAタッグ王座へ挑戦を表明した。10月にトキシンがインク・インクのマネージャーとして合流、PPVのBound for Gloryプレショーで王座へ挑戦するも獲得できなかった。11月のTurning Pointでタッグ対決にマネージャーを加えたインク・インク、トキシンとメキシカン・アメリカ、サリータで対戦するも再び獲得に失敗した。
Turning Pointで王座獲得失敗後に契約を更新しないことを発表。12月にある程度試合をこなした後に12月12日にTNAとの契約が切れ、15日にガンナーのDDTをコンクリートの上で受け、この登場を最後に離脱している。

## 得意技
- スピアー、フィニッシャー。
- オーバーヘッド式ベリー・トゥ・ベリー
- カナディアンバックブリーカーからの変形ショルダーバスター

## 獲得タイトル
USWA(United States Wrestling Alliance)
- USWAヘビー級王座 : 1回
- USWAタッグ王座 : 1回 (w / グレイシー）

ヴィンテージ・レスリング
- ヴィンテージヘビー級王座 : 1回

## その他
- 1998年から2002年までアメリカ海軍に所属していた。その際に米艦コール襲撃事件に親友が巻き込まれ死亡してしまい、右腕に彼の名前をタトゥーにしている。その後PTSDになり、海軍を辞めている。
- ネイティブ・アメリカンの血が一部流れている。
- 女子プロレスラーのブリトニー・サベージと結婚している。